# 광평부령
광평부령 이지길(廣平副令 李智吉, ? - ?)은 조선 중기의 왕족으로 덕흥대원군의 증손이며, 조선 선조의 종손(從孫)이다. 종실 연성수 이복령(蓮城守 李福齡)의 4남이다.

## 생애
조선 중기의 왕족으로 본관은 전주, 휘는 지길(智吉)이다. 덕흥대원군의 증손이며, 선조의 백형 하원군의 손자이다. 아버지는 종실 연성수 이복령(蓮城守 李福齡)이고, 어머니는 광주인(廣州人) 이건(李建)의 딸로 광주 이씨(廣州 李氏) 백금(白今)이다.
연성수의 4남으로 탄생하였다. 근절랑(謹節郞) 광평부령(廣平副令)의 봉작받고 별세하였다.
1872년(고종 9) 12월 초2일 후사(後嗣)가 없어 고종의 명으로 선조의 9남 경창군 이주(慶昌君 李珘)의 손자이자 경창군의 6남 창흥군 이수(昌興君 李脩)의 2남 고성군 이석(高城君 李襫)을 후사(後嗣)로 세웠으나 파양되었다.

## 가족 관계
- 아버지 : 연성수 이복령(蓮城守 李福齡)
- 어머니(계모) : 신인 안동권씨(愼人 安東權氏, 1575년 - 1657년), 안동인(安東人) 권응성(權應星)의 딸.
- 어머니(생모) : 광주 이씨(廣州 李氏), 이름은 백금(白今)이고, 광주인(廣州人) 이건(李建)의 딸.
- 아내 :
  - 아들 : 이상한(李象漢)

## 같이 보기
- 덕흥대원군
- 도정궁